# Карлос Паласіос
Карлос Паласіос (ісп. Carlos Palacios, нар. 20 липня 2000, Ренка) — чилійський футболіст, нападник клубу «Коло-Коло» та національної збірної Чилі.

## Клубна кар'єра
Народився 20 липня 2000 року в місті Ренка. Вихованець юнацьких команд футбольних клубів «Сантьяго Морнінг» та «Уніон Еспаньйола».
У дорослому футболі дебютував 2018 року виступами за команду «Уніон Еспаньйола», в якій провів три сезони, взявши участь у 52 матчах чемпіонату. 
Своєю грою за цю команду привернув увагу представників тренерського штабу клубу «Інтернасьйонал», до складу якого приєднався на умовах оренди 2021 року. Відіграв за команду з Порту-Алегрі наступний сезон своєї ігрової кар'єри.
2022 року уклав повноцінний контракт з іншим бразильським клубом, «Васко да Гама», у складі якого провів наступний рік своєї кар'єри гравця.
2023 року повернувся на батьківщину, приєднавшись на орендних правах до «Коло-Коло», якому допоміг відразу ж вибороти Кубок Чилі.  Наступного року клуб із Сантьяго уклав повноцінний контракт із гравцем.

## Виступи за збірну
2020 року дебютував в офіційних матчах у складі національної збірної Чилі. У її складі був учасником розіграшу Кубка Америки 2021 року у Бразилії.
| Дата       | Місто                | Господарі | Результат | Гості    | Турнір                          | Голи | Примітки |
| ---------- | -------------------- | --------- | --------- | -------- | ------------------------------- | ---- | -------- |
| 17-11-2020 | Каракас              | Венесуела | 2 – 1     | Чилі     | Відбір до ЧС 2022               | -    | 76'      |
| 27-3-2021  | Ранкагуа             | Чилі      | 2 – 1     | Болівія  | товариський матч                | -    | 64'      |
| 3-6-2021   | Сантьяго-дель-Естеро | Аргентина | 1 – 1     | Чилі     | Відбір до ЧС 2022               | -    | 81'      |
| 14-6-2021  | Ріо-де-Жанейро       | Аргентина | 1 – 1     | Чилі     | Копа Америка 2021 - 1-й етап    | -    | 77'      |
| 2-7-2021   | Бразилія (місто)     | Бразилія  | 1 – 0     | Чилі     | Копа Америка 2021 - чвертьфінал | -    | 64' 76'  |
| 2-9-2021   | Сантьяго             | Чилі      | 0 – 1     | Бразилія | Відбір до ЧС 2022               | -    |          |
| 9-9-2021   | Кіто                 | Колумбія  | 3 – 1     | Чилі     | Відбір до ЧС 2022               | -    | 71'      |
| 5-9-2024   | Буенос-Айрес         | Аргентина | 3 – 0     | Чилі     | Відбір до ЧС 2026               | -    | 61'      |
| 10-9-2024  | Сантьяго             | Чилі      | 1 – 2     | Болівія  | Відбір до ЧС 2026               | -    |          |
| Усього     |                      | Матчів    | 9         |          | Голів                           | 0    |          |

## Титули і досягнення
- Чемпіон Чилі (1):

«Коло-Коло»: 2024
- Володар Кубка Чилі (1):

«Коло-Коло»: 2023
- Володар суперкубка Чилі (1):

«Коло-Коло»: 2024